# Zinck (Orgelbauer)
Zinck ist der Name einer deutschen Lehrer- und Orgelbauerfamilie, die im 18. Jahrhundert in der Wetterau und im Kinzigtal wirkte.

## Leben
Die Familie Zinck ist schon im 16. Jahrhundert in Ortenberg nachweisbar; Asmus und Curt Zinck werden im Jahr 1581 erwähnt. Vermutlich war Hans Jacob Zinck († nach 1634) der Vater von Johannes (* um 1611; † 1. Juli 1694 in Ortenberg) und Conrad Zinck. Johannes Zinck war mit Anna Erler († 1675) verheiratet und hatte mit ihr sieben in Ortenberg geborene Kinder.
Ihr jüngster Sohn war Johann Philipp Zinck (* 31. Januar 1655 in Ortenberg; † 11. Februar 1737 in Nieder-Florstadt), der in Heegheim als Lehrer und dort von 1699 bis 1722 als Organist tätig war. Zudem arbeitete er als Schreiner und spätestens ab 1719 im Orgelbau. Er war mit Ottilia Zinck (* 1668/1669; † 26. September 1731 in Ortenberg) verheiratet und hatte mit ihr vier Söhne und eine Tochter. Bedeutender Schüler Zincks war Johann Friedrich Syer, der im Jahr 1727 dessen Tochter Apollonia (1695–1768) heiratete. Seine letzten Lebensjahre verbrachte Johann Philipp Zinck ab 1734 bei seinem Schwiegersohn in Nieder-Florstadt.
Zur zweiten Orgelbauergeneration gehörte Johannes (* 8. Oktober 1691 in Ortenberg; † 7. Mai 1755 in Ostheim), ältester Sohn von Johann Philipp. Er erlernte den väterlichen Beruf des Orgelbauers und heiratete 1715 Anna Margretha Popp (1688–1730) in Assenheim und war dort begütert. 1725 erwarb das Ehepaar ein Haus in Rödelheim. Den beiden wurden fünf Kinder geboren.
Ein Bruder von Johannes war Johann Adolph Zinck (* 11. Dezember 1700 in Heegheim; † 8. Mai 1758 in Steinfurth). Er übernahm ab 1722 das Organistenamt seines Vaters in Heegheim und war kein selbstständiger Orgelbauer. Vereinzelt arbeitete er mit seinem Bruder Johann Henrich zusammen und halfen dem Vater. Von 1723 bis 1732 entlastete er seinen Vater als Adjunkt des Schulmeisters in Heegheim. 1732 heiratete er Maria Margaretha Hoffmann (1705–1758), mit der er sechs Kinder hatte. Ab 1733 bis zu seinem Lebensende war Johann Adolph Lehrer in Steinfurth und übernahm keine größeren Arbeiten mehr als Orgelbauer. Überliefert sind einige kleinere Kompositionen. Sein Bruder Johann Henrich (* 19. Januar 1703 in Heegheim; begraben am 8. Oktober 1777 in Wächtersbach) wurde Hofschreiner und Orgelbauer in Wächtersbach. Dort heiratete er 1729 in erster Ehe Albertina Sophia Kretzinger († 1743) und drei Monate nach dem Tod seiner Frau in zweiter Ehe Anna Christina Weisgerber († 1779). Aus der ersten Ehe gingen fünf und aus der zweiten Ehe sechs Kinder hervor. Johann Caspar (* 1. April 1709 in Heegheim; † 24. September 1786 in Frankfurt am Main), vierter Sohn von Johann Philipp, war Präzeptor des Frankfurter Gymnasiums und seit 1751 Bürger der Stadt.
Bedeutendster Vertreter der dritten Orgelbauergeneration war Johann Georg Zinck (* 15. November 1715 in Assenheim; † 7. März 1795), der älteste Sohn von Johannes Zinck. Im Jahr 1739 ist er als Mitarbeiter seines Vaters in Kilianstätten nachweisbar. Am 13. März 1742 heiratete Johann Georg in Ostheim Maria Christina Buß, die Tochter eines Schulmeisters. Er zog nach Ostheim und baute von dort aus mindestens 26 Orgeln. Im Eintrag im Kirchenbuch der lutherischen Kirche in Windecken wird er als „kunsterfahrener Orgelmacher, wie Schreinermeister“ bezeichnet. Dem Ehepaar wurden sieben Kinder geboren.
Sein ältester Sohn von Johann Georg war Johann Conrad Zinck (* 1. Juni 1744 in Ostheim; † 28. April 1772 ebd.), der mit seinem Vater zusammenarbeitete. Er war als Nachfolger vorgesehen, verstarb aber mit 28 Jahren. Johann Conrad war mit Anna Katharina Degen (1753–1774) verheiratet und erlebte nicht mehr die Geburt seiner Tochter Maria Christina. Sein jüngerer Bruder, Johann Dietrich Zink (* 12. März 1752 in Ostheim; † 22. Januar 1803 in Hanau), wirkte zunächst in Windecken als Lehrer und Kantor und ab 1777 als Marienkantor und Organist in Hanau. Er war mit Dorothea Franziska Roedinger (1755– nach 1811) verheiratet; vier Kinder wurden in Hanau geboren.
Johann Dietrichs Sohn Carl Philipp Henrich Zink (* 23. Juli 1779 in Hanau; † 21. November 1830 in London) übernahm dieses Amt nach Tod seines Vaters und hatte es bis 1817 inne. Er heiratete Johanna Margaretha Isabella Horn (1786–1821), mit der er sechs Kinder hatte. Aufgrund eines Betrugsverdachts floh er nach London, wohin ihm seine Ehefrau ein Jahr später folgte. Mit Philipp Zink ging in fünfter Generation die hundertjährige Tradition der Orgelbauerfamilie Zinck zu Ende.

## Werk
Die Orgelbauerfamilie Zinck baute einmanualige Orgeln, deren barocke Prospekte fünfachsig gestaltet sind. Bei einigen Instrumenten ist der Mittelturm erniedrigt und darüber ein Wappen angebracht. Aufgrund der bäuerlichen Verzierungen und Engel sowie des Wappens am Mittelturm wurden die Orgeln in Rinderbügen und Wohnbach Zinck zugeschrieben. Sie weisen Ähnlichkeiten mit den Orgeln in Stockheim und Glauberg aus der frühen Phase auf. Gegen eine Zuschreibung an Zinck sprechen aber die trapezförmigen Außentürme, die fehlenden Vorsätze unter den Pfeifenfeldern und die fehlende Terzaufstellung der Pfeifen in den Flachfeldern.
In der Folgezeit findet sich der mitteldeutsche Normaltyp mit rundem Mittelturm und seitlichen Spitztürmen, die durch Flachfelder verbunden werden. Abgesehen von dem Standardmodell variiert die Gestaltung der drei Pfeifentürme bei Zinck stark: rund, spitz oder polygonal. Entweder sind die Außentürme oder der Mittelturm überhöht. Auch ist die Anzahl der Pfeifen in den Türmen und Feldern wie die Anordnung der Pfeifen unterschiedlich. Wenn der Raum über den Flachfeldern nicht frei bleibt, kann ein Feld mit Blindpfeifen, ein Gemälde oder Schleierwerk angebracht sein. Das Gehäuse kann durch geschnitztes oder flachgesägtes Zierwerk bekrönt und an den Seiten Blindflügel (teils mit Figuren und Putten) haben. Nach oben schließen die Pfeifen mit Schleierbrettern ab; Flammenornamente können die Zwischenräume zwischen den Pfeifenfüßen ausfüllen. Verzierte Konsolen vermitteln vom schmaleren Untergehäuse zu einem profilierten Kranzgesims. Unterhalb der Pfeifenfelder ermöglichen bei vielen Orgeln Vorsätze den Zugang zu den Ventilkästen.
Das Manualwerk basiert auf dem Prinzipal in Vier-Fuß-Lage und umfasst vier Oktaven (C–c3). Die grundlegenden Register sind Gedackt 8′, Principal 4′, Oktave 2′ und die Mixtur, die keine Terzen aufweist. Als weitere Register folgen dann Gedackt 4′, ein weiterer 8′ oder ein Aliquotregister (meist 2 2⁄3′). Das Pedalwerk ist hinterständig aufgestellt und umfasst selten mehr als zwei hölzerne Register mit dem Umfang C–f0, ansonsten C–c1. Zungenregister sind die Ausnahme oder wurden aus anderen Instrumenten übernommen. Die Rohrflöte kommt gar nicht zum Einsatz.

## Werkliste
Kursivschreibung gibt an, dass die Orgel nicht oder nur noch das historische Gehäuse erhalten ist. In der fünften Spalte bezeichnet die römische Zahl die Anzahl der Manuale, ein großes „P“ ein selbstständiges Pedal, ein kleines „p“ ein nur angehängtes Pedal. Die arabische Zahl gibt die Anzahl der klingenden Register an. Die letzte Spalte bietet Angaben zum Orgelbauer, Erhaltungszustand oder zu Besonderheiten.
| Jahr      | Ort               | Gebäude                 | Bild | Manuale | Register | Bemerkungen |
| --------- | ----------------- | ----------------------- | ---- | ------- | -------- | --- |
| 1723–1725 | Büdingen          | Marienkirche            |      | I/P     | 13       | Neubau durch Johannes Zinck; nicht erhalten |
| 1726      | Stockheim         | Ev. Kirche              |      | I/P     | 9        | Neubau von Johann Philipp Zinck mit Johann Adolph und Johann Henrich; 1774–1775 Metallpfeifen durch Syer ersetzt; Prospekt und Holzregister von Zinck erhalten                       |
| 1726–1727 | Glauberg          | Ev. Kirche              |      | I/P     | 11       | Erweiterung der vorhandenen Orgel (I/6) durch Johann Philipp und Johann Adolph, unter Einbeziehung von Registern der Vorgängerorgel aus der alten Kirche; Prospekt erhalten          |
| 1727      | Ober-Mockstadt    | Ev. Kirche              |      | I       |          | Reparatur der Orgel eines unbekannten Orgelbauers durch Johann Adolph und Johann Henrich; nicht erhalten                                                                             |
| 1739      | Kilianstädten     | Ev. Kirche              |      | I/P     | 14       | Neubau durch Johannes Zinck; nicht erhalten |
| 1741      | Ostheim           | Ev. Kirche              |      | I       |          | Neubau durch Johann Georg Zinck; nicht erhalten |
| 1741      | Marköbel          | Ev. Kirche              |      | I/P     | 16       | Neubau durch Johannes Zinck; sehr wenig vom Zinck-Prospekt in der Ratzmann-Orgel erhalten (Engel, Wappen und evtl. Konsole)                                                          |
| 1742      | Dortelweil        | Ev. Kirche              |      |         |          | Erweiterung der vorhandenen Orgel um ein Pedal durch Johannes Zinck; nicht erhalten                                                                                                  |
| 1744      | Düdelsheim        | Ev. Kirche              |      | I/P     | 13       | Überführung und Sanierung der gebraucht erworbenen Orgel aus Marköbel (vor 1701) durch Johann Henrich Zinck                                                                          |
| 1747      | Okarben           | Ev. Kirche              |      | I/P     | 10 (?)   | Neubau durch Johann Georg Zinck; Prospekt erhalten |
| 1749/1768 | Altenhaßlau       | Reinhardskirche         |      | I/P     | 10       | 1749 Neubau durch Johann Georg Zinck, 1768 Erweiterung durch Johann Conrad Zinck; Gehäuse teilweise in Eidengesäß erhalten (Foto)                                                    |
| 1749      | Burgbracht        | Ev. Kirche              |      | I       | 7        | Neubau durch Johann Henrich Zinck; 1911 durch Förster & Nicolaus ersetzt, Gehäuse erhalten                                                                                           |
| 1751      | Gundhelm          | Ev. Kirche              |      | I/P     | 10       | Neubau durch Johann Henrich Zinck; nicht erhalten |
| 1753–1754 | Bad Vilbel        | Auferstehungskirche     |      | I       | 8        | Neubau durch Johann Georg Zinck; Pedal später erweitert, Prospekt, Balganlage bedienbar erhalten, Pfeifenwerk in stark veränderter Form erhalten                                     |
| 1754      | Dietzenbach       | Ev. Kirche              |      | I/P     | 8        | Erweiterung der vorhandenen Orgel durch Johann Georg Zinck; nicht erhalten |
| 1755      | Steinfurth        | Ev. Kirche              |      | I       |          | Neubau durch Johannes Zinck; Prospekt erhalten |
| 1756      | Hanau-Kesselstadt | Ev. Friedenskirche      |      | I       |          | Neubau durch Johann Georg Zinck; fünfteiliger Prospekt als Teil des Ratzmann-Prospekts (1906) erhalten                                                                               |
| 1757      | Roßdorf           | Ev. Kirche              |      | I/P     | 5 (?)    | Lieferung einer (gebrauchten?) Orgel durch Johann Georg Zinck; 1865 nach Nieder-Seemen verkauft, dort Prospekt erhalten                                                              |
| 1763      | Mittelbuchen      | Ev. Kirche              |      | I/P     | 10–12    | Neubau durch Johann Georg Zinck; nicht erhalten |
| 1766      | Schlüchtern       | Stadtkirche St. Michael |      | I/P     | 14       | Neubau durch Johann Georg Zinck; nicht erhalten |
| 1766      | Ober-Seemen       | Ev. Kirche              |      | I/P     | 8        | Neubau durch Johann Henrich Zinck; Rokoko-Gehäuse erhalten |
| 1768      | Altenhaßlau       | Martinskirche           |      | I/P     | 13       | Neubau durch Johann Georg Zinck; nicht erhalten |
| 1770      | Ranstadt          | Ev. Kirche              |      | I/P     | 8        | Neubau von Johann Georg und Johann Conrad Zinck; 1852 und 1892 von Johann Georg Förster umgebaut; 1984 rekonstruierender Neubau durch Oberlinger, zwei Gedackte und Gehäuse erhalten |
| 1769–1771 | Büdesheim         | Ev. Kirche              |      | I/P     | 12       | Neubau unter der Verantwortung von Johann Conrad Zinck; Prospekt in der vergrößerten Orgel erhalten                                                                                  |
| 1771      | Oberdorfelden     | Ev. Kirche              |      | I/P     | 8        | Neubau durch Johann Georg Zinck; nicht erhalten |
| 1774      | Kilianstädten     | Ev. Kirche              |      | I/P     | 13       | Neubau durch Johann Georg Zinck; nicht erhalten |
| 1788–1789 | Rüdigheim         | Ev. Kirche              |      | I/P     | 11       | Neubau durch Johann Georg Zinck; Gehäuse und zwei Gedackt-Register erhalten, 2017 durch Förster & Nicolaus rekonstruiert                                                             |